# Vuohisaari (ö i Södra Savolax, Nyslott, lat 61,86, long 28,93)
Vuohisaari är en halvö i Finland. Den ligger i sjön Pihlajavesi och i kommunen Nyslott i  landskapet Södra Savolax, i den sydöstra delen av landet, 280 km nordost om huvudstaden Helsingfors.